# Caussens
Caussens (gaskognisch gleicher Name) ist eine französische Gemeinde mit 587 Einwohnern (Stand 1. Januar 2022) im Département Gers in der Region Okzitanien; sie gehört zum Arrondissement Condom und zum Gemeindeverband Ténarèze. Die Bewohner nennen sich Caussenssois/Caussenssoises.

## Geografie
Caussens liegt auf einer Anhöhe, fünfeinhalb Kilometer östlich von Condom und rund 33 Kilometer südwestlich der Stadt Agen im Norden des Départements Gers. Die Gemeinde besteht aus dem Dorf Caussens, mehreren Weilern sowie zahlreichen Einzelgehöften. im Osten reicht das Gemeindegebiet bis an den Grand Auvignon. Die Gemeinde liegt an der Straße D7, wenige Kilometer östlich der N130 und wenige Kilometer westlich der N21. 

## Geschichte
Im Mittelalter lag der Ort in der Grafschaft Condomois (auch Ténarèze genannt), die ein Teil der Provinz Gascogne war. Die Gemeinde gehörte von 1793 bis 1801 zum District Condom, zudem war Caussens von 1793 bis 2015 ein Teil des Wahlkreises (Kantons) Condom. Die Gemeinde ist seit 1801 dem Arrondissement Condom zugeteilt.

## Bevölkerungsentwicklung
| Jahr                       | 1962 | 1968 | 1975 | 1982 | 1990 | 1999 | 2006 | 2020 |
| Einwohner                  | 503  | 507  | 469  | 504  | 557  | 549  | 624  | 591  |
| Quellen: Cassini und INSEE |      |      |      |      |      |      |      |      |

## Sehenswürdigkeiten
- Schloss Château Mons, 1285 für Eduard I. von England erbaut[1]
- Kirche Saint-Laurent
- Denkmal für die Gefallenen[2]
- mehrere Wegkreuze und eine Madonnenstatue
- zwei Lavoirs (ehemalige Waschhäuser)

Quelle:

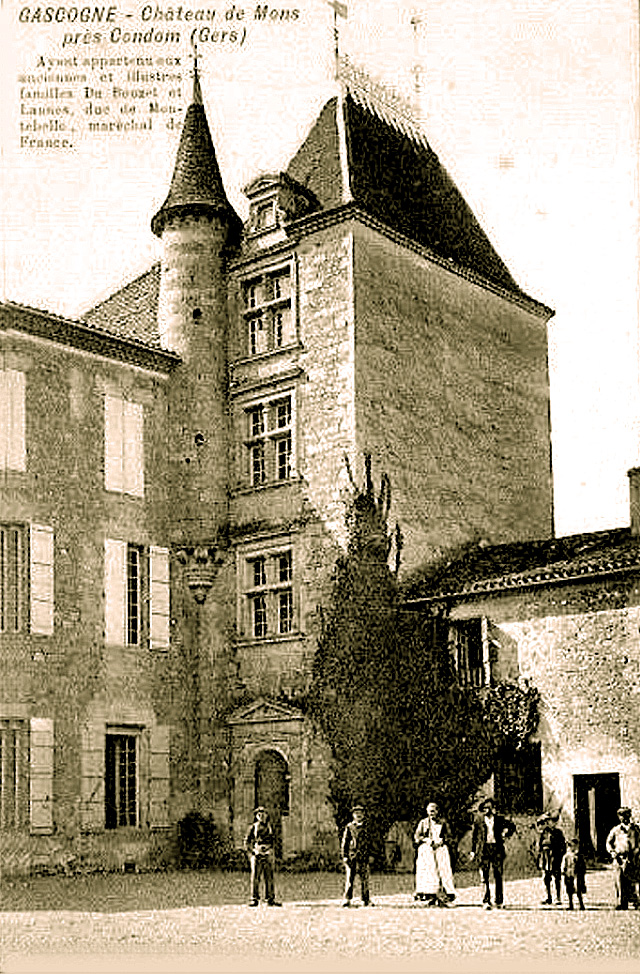
Château Mons
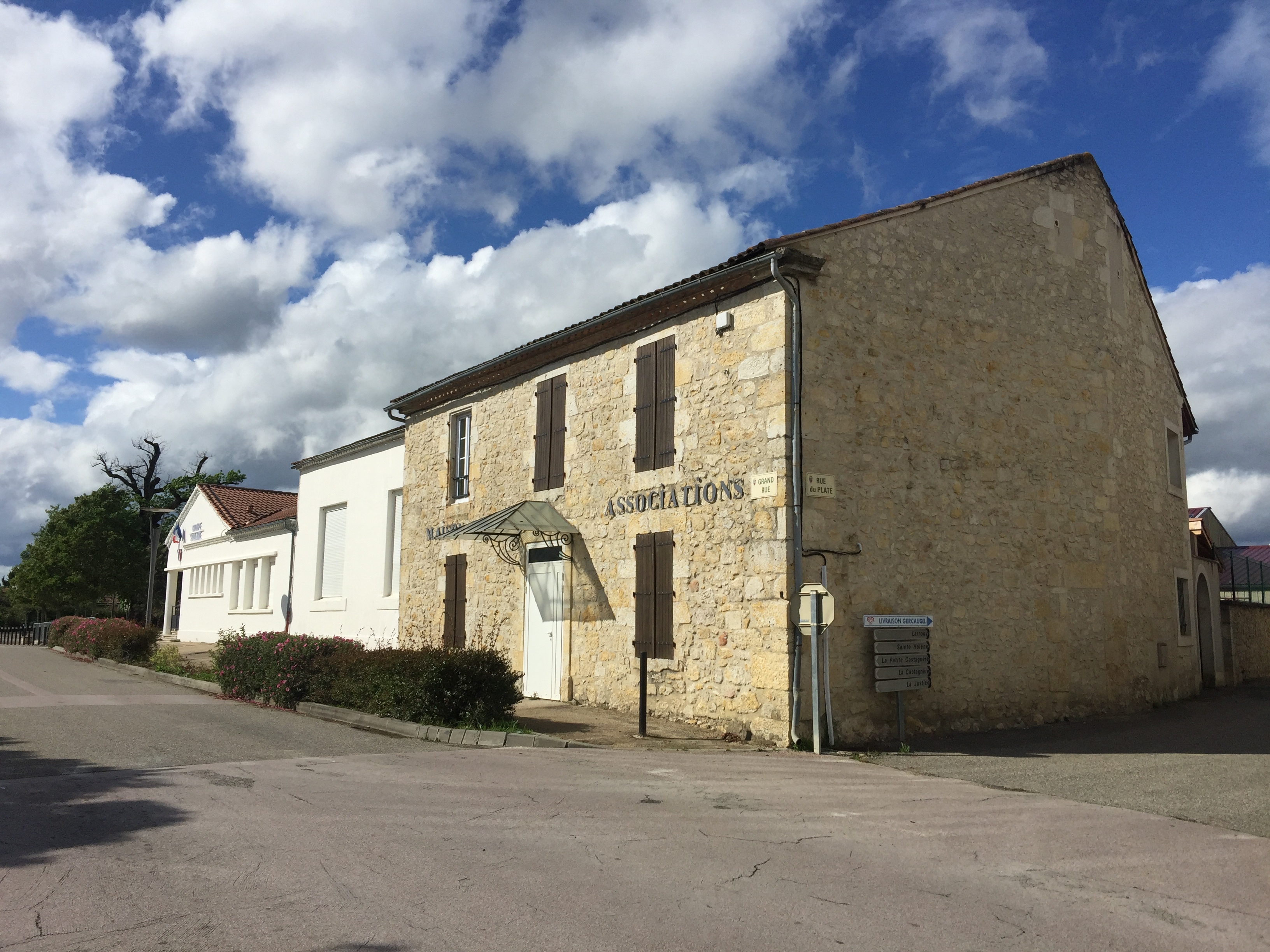
Schule